# Семенькаси
Семенька́си (рос. Семенькасы, чув. Çеменкасси) — присілок у Чувашії Російської Федерації, у складі Орінінського сільського поселення Моргауського району.
Населення — 145 осіб (2010; 141 в 2002, 211 в 1979; 244 в 1939, 215 в 1926, 205 в 1897, 108 в 1858, 664 в 1795).

## Історія
Історичні назви — Велика Арініна, Велика Орініна. Утворився як околоток села Архангельське (Орініно). До 1866 року селяни мали статус державних, займались землеробством, тваринництвом, бджільництвом, бондарством, ковальством, слюсарством, виробництвом одягу, взуття та возів. На початку 20 століття діяли крупорушка та вітряк. 1930 року створено колгосп «Селянин». До 1920 року присілок перебував у складі Акрамовської волості Козьмодемьянського, до 1927 року — у складі Чебоксарського повіту. 1927 року присілок переданий до складу Татаркасинського, 1939 року — до складу Сундирського, 1944 року — до складу Моргауського, 1959 року — повернуто до складу Сундирського, 1962 року — до складу Чебоксарського, 1964 року — до складу Моргауського району.

## Господарство
У присілку діє магазин.